# O-Jay
O-Jay er en dansk hiphopproducer bosat i Århus. Han startede sin karriere som rapper i slutningen af 90'erne, men droppede rappen i 2002, hvorefter han begynde at producere. Han har arbejdet sammen med rappere såsom Masta Ace, Nach, Haven Morgan, Nemo, Rux, K-Liir, med flere. Pt. arbejder han sammen med det amerikanske pladeselskab Raw Poetix Records.